# جورج صليبي
جورج صليبي إعلامي لبناني

## مشواره المهني
بدأ مسيرته الإعلامية بإذاعة جبل لبنان وبعدها انتقل إلى صوت لبنان وهناك قدم نشرات الاخبار والعديد من البرامج الفنية والاجتماعية والثقافية والحوارية حتى عام 1999 وبنفس العام ظهر كمقدم للفقرة الصباحية السياسية على تلفزيون لبنان, في عام 2001 انتقل إلى تلفزيون الجديد وعمل هناك كمقدم للاخبار وبعد فترة قصيرة استقل ببرنامجه السياسي الحواري «الأسبوع في ساعة» الذي يعمل به حتى اليوم. كما قدم برمانج وهلق شو على ذات المحطة عمل مدرّساً في الجامعة الأنطونية

### حياته الأسرية
تزوج من طبيبة الأسنان إليز عيد في كنيسة القديس قسطنطين وهيلينا في أثينا 

## إصدارات
- تاريخ العائلات السياسية في لبنان.[6]
- زعامات وعائلات (2015)[7]

## أفلام وثائقية
- فيلم سنوات الضوء (عام 2013)[8]
- بونجور بيروت (عام 2016)[9]

## تكريمات
- لبنان:درع تكريمي من غرفة التجارة والصناعة في طرابلس مركز العزم الثقافي والرابطة الثقافية 2015[7]
- الأردن:جائزة الهيثم الذهبية عن فئة أفضل برنامج سياسي عربي عن برنامجه الحواري الاسبوع في ساعة 2016[1]